# 勇み足
勇み足（）は相撲用語の一つ。

## 概要

### 相撲用語
押し、寄りなどで土俵際まで相手を攻め込んだ側が、相手より先に足を土俵外に踏み越してしまうことを指す。広義の決まり手の一つであるが、腰砕けなどと同様、現在82手（2000年12月以降）が定められる厳密な意味での通常の決まり手とは別に5種定められている非技、勝負結果（自滅的なもの）の一つに分類される。公式の決まり手体系の制定当初の1955年（当時は68手＋非技2種）に既に制定されていた。
例外として、相手を吊り出した場合には自分の足が土俵外に出ても相手の体を土俵外に降ろせば「送り足」として負けにならない。また、相手力士が死に体である時、多少早く足を踏み越してもこれを「かばい足」として負けにならない場合もある。しかし、送り足については明確に記されているが、成文化された規則に「かばい足」についての明記はない。だがこれも、事実上の了解として定着しており、むしろ勝負規則を改めるべきではないかという意見も強い。
単に「踏み越し」とも言い、相手力士の攻めによって土俵を割ってしまうことは「踏み切り」と言って呼び分けられる。同じ取組を指して、「踏み切りあり」と言うのと、「踏み越しあり」と言うのとでは、勝敗がところを変えてしまうのである。

### 慣用句
転じて、他の競技や世間一般でも調子に乗って失敗したり、よけいなことに踏み込みすぎて失敗することを例える表現として用いられるようになった（例：競艇のフライング、政治家の失言など）。また、安易な考えをして裏目に出たことを例える表現として用いられている。

## 勇み足による金星
横綱と平幕の対戦において、不戦勝や反則勝ちの場合は金星扱いにはならないのに対し、勇み足をはじめとする非技・勝負結果での勝利は金星になる。
ただし昭和30年に制定されて以降、横綱の勇み足により平幕が金星を獲得したケースは次の4例のみと極めて稀である。
- 昭和31年3月場所8日目・東前頭筆頭の琴ヶ濱が東張出横綱の栃錦[1]に勝利
- 昭和33年1月場所3日目・西前頭2枚目の岩風が西張出横綱の千代の山[1]に勝利
- 昭和47年3月場所7日目・西前頭筆頭の貴ノ花が東横綱の北の富士に勝利
- 平成26年11月場所3日目・東前頭3枚目の髙安[2]が東横綱2枚目の日馬富士に勝利[3]

## 有名な勇み足
昭和13年1月場所9日目、双葉山 - 両国
双葉山69連勝中の相撲。双葉山が寄り倒したがこの時大きく足を踏み越しており、控え力士の玉錦、男女ノ川から物言いがついた。69連勝が48連勝で止まっていたかもしれない勇み足として後年語り継がれることになる。結果、取り直しの末に双葉山が勝利した。
平成6年1月場所千秋楽、貴ノ花 - 武蔵丸
優勝を争う一番。土俵際体を入れ替えた武蔵丸が浴びせ倒し気味に寄り倒したが、大きく足を踏み越してしまった。武蔵丸の勇み足として貴ノ花の優勝決定となったが、貴ノ花にしても大きく体を崩していた。武蔵丸が勝っていれば貴ノ浪も交えて巴戦になっていたこともあり、議論を呼んだ。また勇み足での優勝決定は史上初だった。

## 踏み越し
勇み足は古くは「踏み越し（ふみこし）」とも呼ばれ、公式決まり手体系の制定以前にはこちらの用語が使われることが多かった。
「踏み越し」として記録・報道された取組の例は多数存在するので、ここでは横綱・大関が登場した取組（一方が関脇以下の場合も含む）で記録された例のみを例示する。
- 昭和2年1月場所9日目 ○能代潟－常ノ花×
- 昭和3年10月場所千秋楽(11日目) ○常陸岩－豊國×
- 昭和5年3月場所10日目 ○能代潟－玉錦×
- 昭和6年1月場所千秋楽(11日目) ○能代潟－常陸岩×
- 昭和7年10月場所9日目 ○幡瀬川－能代潟×
- 昭和8年5月場所8日目 ○武藏山－清水川×
- 昭和14年5月場所2日目 ○前田山－笠置山×
- 昭和15年1月場所7日目 ○笠置山－羽黒山×
- 昭和16年5月場所12日目 ○前田山－枩浦潟×